# Lobophorodes bifasciatus
Lobophorodes bifasciatus là một loài bướm đêm trong họ Geometridae.